# Взривно дело
Взривното дело е приложна наука, занимаваща се с опознаване на различните взривни вещества, начини за употребата им, правила за безопасност при работа с тях, създаване и осъществяване на схеми за взривни работи.
Съвременното взривно дело започва да се развива след откритието на динамита. Ежегодният разход на взривни вещества в страните с развито промишлено производство в мирно време е стотици хиляди тонове. Във военно време разходът на взривни вещества рязко нараства.
Взривове се използват при събаряне на сгради с контролируемо, управляемо взривяване, което изисква умението на специалисти за поставяне на взривове на точно определени места и в точно определени количества.